# Trichophyton fluviomuniense
Trichophyton fluviomuniense är en svampart som beskrevs av Pereiro 1968. Trichophyton fluviomuniense ingår i släktet Trichophyton och familjen Arthrodermataceae.   Inga underarter finns listade i Catalogue of Life.